# Dorette Berthoud
Pour l’article homonyme, voir Berthoud (homonymie).
Œuvres principales
Vivre comme on pense (1940)
Dorette Berthoud, née le 28 avril 1888 à Neuchâtel et morte le 10 janvier 1975 dans la même ville, est un écrivain suisse d'expression française.
Elle est notamment l'auteur du roman Vivre comme on pense.

## Biographie

### Origines et famille
Dorette Berthoud naît Dorette Roethlisberger le 28 avril 1888 à Neuchâtel, dont elle est aussi originaire. Son père, Edmond Roethlisberger, est rentier et président de l'Association suisse des musiciens.
Elle épouse en 1908 Jacques Louis Berthoud, banquier de profession, et devient rapidement mère. Elle est veuve en 1916.

### Études et journalisme
Après l'école supérieure de jeunes filles à Neuchâtel, elle fait des études de lettres à la Sorbonne et à l'Université de Genève.
Elle est journaliste notamment à la Gazette de Lausanne et à La Patrie suisse.

### Écriture
Elle est l'auteur de romans, dont Vivre comme on pense en 1940, de nouvelles, de biographies, d'ouvrages d'histoire et de critiques littéraires et d'art. La quasi-totalité de ses ouvrages sont traduits en allemand de son vivant, faisant d'elle l'un des rares écrivains romands à connaître le succès des deux côtés de la Sarine.
Son premier roman, Arthur Matthey, maître d'allemand, lui est « inspiré par la correspondance d'un professeur à une jeune veuve ».
Elle pratique le roman de mœurs de tendance psychologisante, documentant les courants de pensée de son époque et de son milieu.

### Mort
Elle meurt le 10 janvier 1975, à l'âge de 86 ans, à Neuchâtel.

## Distinctions
- 1932 : prix de l'Académie française[2] [à vérifier]
- 1933 : prix Anaïs Ségalas[à vérifier] de la Société des gens de lettres pour Faillir[5]
- 1934 : prix d'honneur de la Société suisse des écrivains pour Vie de Léopold Robert[1]

- 1940 : prix Schiller[2], pour l'ensemble de son œuvre[6]
- 1960 : prix de l'Institut neuchâtelois[1]

## Œuvres

### Romans
- Dorette Petitpierre-Berthoud, Arthur Matthey, maître d'allemand, Lausanne, Payot & Cie, 1927, 205 p.
- Le tambour roula : Histoire du capitaine Jean-Jacques Bourgeois, Lausanne, Payot et Cie, 1931, 206 p.[7]
- Faillir, Paris, Libr. de la Revue Française, 1932, 235 p.[8],[9]
- L'onguent vert, Neuchâtel, Paris, Victor Attinger, 1936, 165 p.
- Vivre comme on pense : De l'une à l'autre guerre, Lausanne, Payot & Cie, 1939, 368 p.[10]
- Vers le silence, Neuchâtel et Paris, Delachaux & Niestlé, 1948, 240 p.[11]
- Les grandes personnes, Boudry, La Baconnière, 1954, 280 p.[12]

### Nouvelle
- Sur le thème : Illusion. 6 nouvelles, Neuchâtel, La Baconnière, 1929, 191 p.

### Biographies
- César d'Ivernois ou Le Poète Enjoué, Lausanne, Spes, 1932, 140 p.[13]
- Vie de Léopold Robert, Neuchâtel, La Baconnière, 1934, 325 p.[14]
- La seconde Madame Benjamin Constant Charlotte de Hardenberg d'après ses lettres, Lausanne, Payot, 1943, 256 p.[15]
- Constance et grandeur de Benjamin Constant, Lausanne, Payot, 1944, 199 p.[16]
- Davila, fils de Liszt ? : Sa vie, son œuvre, le secret de ses origines d'après ses lettres, les documents réunis par sa fille, la générale Perticari, et quelques sources nouvelles, Neuchâtel, La Baconnière, 1956, 292 p.[17]
- Le général et la romancière : 1792-1798, épisodes de l'émigration française en Suisse d'après les lettres du général de Montesquiou à Mme de Montolieu., Neuchâtel, La Baconnière, 1959, 360 p.[18]
- Louis Spiro, le pasteur et le guide, Lausanne, Payot, 1966, 166 p.[19],[20]
- Cilette Ofaire, Neuchâtel, La Baconnière, 1969, 140 p.
- Madame de Charrière et Isabelle de Gélieu, La Neuveville, Imprimerie Pfeuti, 1972[21]

### Monographies
- Les indiennes neuchâteloises, Boudry, La Baconnière, 1951, 196 p.[22],[23]
- La peinture française d'aujourd'hui, Paris, Les Éditions d'art et d'histoire, 1937[24]

## Fonds d'archives
Ses archives personnelles sont conservées à la Bibliothèque publique et universitaire de Neuchâtel.